# Leipijärvi
Leipijärvi är en sjö i Haparanda kommun i Norrbotten och ingår i Keräsjokis huvudavrinningsområde. Sjön har en area på 1,44 kvadratkilometer och ligger 53 meter över havet. Sjön avvattnas av vattendraget Väärtioja.

## Delavrinningsområde
Leipijärvi ingår i det delavrinningsområde (734138-186626) som SMHI kallar för Utloppet av Leipijärvi. Medelhöjden är 57 meter över havet och ytan är 6,08 kvadratkilometer. Det finns inga avrinningsområden uppströms utan avrinningsområdet är högsta punkten. Väärtioja som avvattnar avrinningsområdet har biflödesordning 2, vilket innebär att vattnet flödar genom totalt 2 vattendrag innan det når havet efter 18 kilometer. Avrinningsområdet består mestadels av skog (42 procent) och sankmarker (31 procent). Avrinningsområdet har 1,44 kvadratkilometer vattenytor vilket ger det en sjöprocent på 23,7 procent.